# Le Pony Express
Pour les articles homonymes, voir Pony Express (homonymie).
Le Pony Express est la centième histoire de la série Lucky Luke par Morris, Xavier Fauche et Jean Léturgie. Elle est publiée pour la première fois en 1988 du no 997 au no 999 du journal  Pif Gadget, puis en album en 1988, no 28.

## Synopsis
Le gouvernement promet une récompense à celui qui joindra le Missouri et la Californie en moins de dix jours. Russell, cavalier émérite, fonde le Pony Express et Lucky Luke est chargé de former ses cavaliers. La Pacific Railways, entreprise de chemin de fer qui récupérerait la prime si personne ne réussit, va tout mettre en œuvre pour les faire échouer. Lucky Luke effectue le premier transport du courrier.

## Adaptation
Cet album a été adapté dans la série animée Lucky Luke, diffusée pour la première fois en 1991.

## Source
- www.lucky-luke.com, « Lucky Luke » (consulté le 16 août 2008)
- www.bedetheque.com, « Lucky Luke » (consulté le 16 août 2008)